# Возний Петро Андрійович
Петро́ Андрі́йович Во́зний (нар. 1 липня 1939 с. Ожегівка, Володарський район, Київська область - 2018) — український бджоляр, винахідник, поет-байкар, автор пісень.

## Життєпис
Народився в козацькій родині. Батько  — Андрій Якович Возний (1906 — 1969), мати  — Надія Семенівна (з дому Крижанівська) Возна (1911 —1984), напів німкеня, напів полячка[джерело?].
До школи пішов у селі Ожегівка, повну середню освіту здобував у селі Пархомівка Фастівського району. Закінчив Фастівський сільськогосподарський технікум.

### Робота
Очолив зоотехнічну службу в колгоспах ім. Дімітрова (Київська область), та «Нове життя» (Запорізька область). Закінчив Херсонський сільськогосподарський інститут. Працював старшим зоотехніком по бджільництву у сільськогосподарських установах Запорізької області, а також заввідділу науково-технічної інформації Української дослідної станції бджільництва ім. П. І. Прокоповича.[джерело?]
1977 року прибув на Сумщину й очолив зоотехнічну службу обласної контори бджільництва, а згодом став її начальником. Під час його керівництва в області виросло виробництво меду та збільшилася кількість бджолярів.
У бджолярському світі відомий як винахідник та раціоналізатор, має десятки авторських свідоцтв на винаходи та рацпропозиції, він «Почесний пасічник України», нагороджений медаллю за «Трудові успіхи» та знаком «Винахідник СРСР»[джерело?]. 
Мав винахід  — пересувний павільйон «Сумчанин», що представлявся на ВДНГ СРСР та про який було відзнято документальний фільм.

## Праці з бджільництва
- Бджільництво [Архівовано 7 травня 2020 у Wayback Machine.] / А. І. Черкасова, В. М. Блонська, П. О. Губа, І. К. Давиденко, О. М. Яцун, П. А. Возний, Н. В. Муквич; ред. А. І. Черкасова. — К. : Урожай, 1989. — 304 с.
- Возный П. А. В павильонах и на платформах // Пчеловодство. — 1986. — № 12
- Чергик Н. И., Возный П. А. Пасеки на колесах // Пчеловодство. — 1997. — № 5. — С. 48-49

## Творчість
Автор поетичних збірок:
- Сутність земного життя — «Ярославна» 2004
- Герої живуть серед нас — «Ярославна»
- Щирі усмішки бджоляра — «Собор» 2006 (автор передмови Микола Чугай)
- Вірна прикмета — «Ярославна» 2007
- Жоржина (пісні для голосу у супроводі фортепіано)
- В долинах понад Пслом (пісні для голосу у супроводі фортепіано)
- Покоритель природы (рос.) у співавторстві з сином Андрієм Возним.

Окрім віршів писав байки.
Також Петро Возний відомий як автор пісенних текстів. Його вірші на музику поклали такі музиканти й композитори, як Людмила Демченко, Любов Карпенко, Вікторія Соколова, Іван Веснич. Ці твори звучать на багатьох концертних майданчиках області. Пісня «Україна» двічі завоювала гран-прі на міжнародних фестивалях[джерело?].